# Gunung Api (berg i Indonesien, Aceh)
Gunung Api är ett berg i Indonesien.   Det ligger i provinsen Aceh, i den västra delen av landet, 1 600 km nordväst om huvudstaden Jakarta. Toppen på Gunung Api är 1 566 meter över havet, eller 86 meter över den omgivande terrängen. Bredden vid basen är 3,6 km.
Terrängen runt Gunung Api är kuperad åt sydväst, men åt nordost är den bergig. Trakten runt Gunung Api är nära nog obefolkad, med mindre än två invånare per kvadratkilometer. I omgivningarna runt Gunung Api växer i huvudsak städsegrön lövskog.